# Manfred Batliner
Pour les articles homonymes, voir Batliner.
Manfred Batliner, né le 1er octobre 1963 à Grabs, est un membre du Landtag du Liechtenstein, du parti Parti progressiste des citoyens (Fortschrittliche Bürgerpartei). Il a été élu en 2009.
Il vit actuellement à Eschen.